# Resolutie 1214 Veiligheidsraad Verenigde Naties
Resolutie 1214 van de Veiligheidsraad van de Verenigde Naties werd unaniem aangenomen door de VN-Veiligheidsraad op 8 december 1998. De resolutie vroeg dat de vijandelijkheden in Afghanistan werden beëindigd en dat men onderhandelingen zou beginnen.

## Achtergrond
In 1979 werd Afghanistan bezet door de Sovjet-Unie, die vervolgens werd bestreden door Afghaanse krijgsheren. Toen de Sovjets zich in 1988 terugtrokken raakten die slaags met elkaar. In het begin van de jaren 1990 kwamen ook de Taliban op. In september 1996 namen die de hoofdstad Kabul in. Tegen het einde van het decennium hadden ze het grootste deel van het land onder controle en riepen ze een streng islamitische staat uit.

## Inhoud
Het conflict in Afghanistan escaleerde door het offensief van de Taliban, en de eenheid van dat land werd bedreigd door het etnische geweld. Alle inmenging van buitenaf of levering van wapens aan de partijen moesten onmiddellijk stoppen. Verder ging de humanitaire situatie steil bergaf en alle partijen werden herinnerd aan de Geneefse Conventies. Verder vonden ook terroristen onderdak in Afghanistan, en vooral de gebieden onder Taliban-controle. In die gebieden werd ook steeds meer drugs geteeld en verhandeld.
De Veiligheidsraad eiste dat de Taliban de gevechten stopten, een staakt-het-vuren sloten en de onderhandelingen hervatten. Ook werden de Taliban opgeroepen de VN zo snel mogelijk in te lichten over de resultaten van het onderzoek naar de moorden op twee Afghaanse medewerkers van het Wereldvoedselprogramma, het kantoor van de hoge commissaris voor de Vluchtelingen en een UNSMA-militair adviseur. Ook veroordeelde de Raad dat de Taliban het consulaat-generaal van Iran in Mazar-e-Sharif innamen en er Iraanse diplomaten vermoordden als een ernstige schending van het internationaal recht.
Secretaris-generaal Kofi Annan werd gevraagd een missie te sturen om ernstige mensenrechtenschendingen als massamoorden op krijgsgevangenen en burgers en de verwoesting van religieuze plaatsen te onderzoeken.
Verder werd geëist dat alle fracties de discriminatie van meisjes en vrouwen en andere mensenrechtenschendingen stopten; alsook dat de Taliban stopten met het onderbrengen en opleiden van terroristen en het produceren en verhandelen van drugs.

## Verwante resoluties
- Resolutie 1076 Veiligheidsraad Verenigde Naties (1996)
- Resolutie 1193 Veiligheidsraad Verenigde Naties (1998)
- Resolutie 1267 Veiligheidsraad Verenigde Naties (1999)
- Resolutie 1333 Veiligheidsraad Verenigde Naties (2000)

Lijst ·  1147 ·  1148 ·  1149 ·  1150 ·  1151 ·  1152 ·  1153 ·  1154 ·  1155 ·  1156 ·  1157 ·  1158 ·  1159 ·  1160 ·  1161 ·  1162 ·  1163 ·  1164 ·  1165 ·  1166 ·  1167 ·  1168 ·  1169 ·  1170 ·  1171 ·  1172 ·  1173 ·  1174 ·  1175 ·  1176 ·  1177 ·  1178 ·  1179 ·  1180 ·  1181 ·  1182 ·  1183 ·  1184 ·  1185 ·  1186 ·  1187 ·  1188 ·  1189 ·  1190 ·  1191 ·  1192 ·  1193 ·  1194 ·  1195 ·  1196 ·  1197 ·  1198 ·  1199 ·  1200 ·  1201 ·  1202 ·  1203 ·  1204 ·  1205 ·  1206 ·  1207 ·  1208 ·  1209 ·  1210 ·  1211 ·  1212 ·  1213 ·  1214 ·  1215 ·  1216 ·  1217 ·  1218 ·  1219